# Plumularia undulata
Plumularia undulata is een hydroïdpoliep uit de familie Plumulariidae. De poliep komt uit het geslacht Plumularia. Plumularia undulata werd in 1950 voor het eerst wetenschappelijk beschreven door Yamada. 